# Libušín
Libušín jest to czeskie miasto położone w powiecie Kladno. Populacja miasta wynosi 3183 mieszkańców. Dane te pochodzą ze spisu przeprowadzonego w 2016 roku.

## Historia
Miejscowość wzmiankowana od połowy XI wieku. Obecna nazwa pojawiła się w XIV wieku. W roku 1877 otworzono kopalnię węgla kamiennego Jan. Prawa miejskie Libušín uzyskał w roku 1918.